# Proletaries Links
Proletaries Links was een trotskistische groep binnen de Pacifistisch Socialistische Partij, die in de zomer van 1970 voor het eerst van zich deed horen. De groep wilde de PSP omvormen tot een revolutionaire arbeiderspartij op trotskistische leest. Ze werd geleid door Erik Meijer, die later voor de Socialistische Partij in het Europees Parlement zou komen. Nadat Proletaries Links in oktober 1971 een nederlaag leed op het PSP-congres in Groningen en de PL-leiding werd geroyeerd als lid, ging de groep op eigen benen verder. In juni 1973 werd de naam van de organisatie veranderd in Kommunistenbond Proletaries Links en een jaar later, in 1974, in Internationale Kommunistenbond (IKB) (later de Socialistische Arbeiderspartij).

## Voetnoten
1. ↑  Lucardie P. et al. Verloren Illusie, Geslaagde Fusie? GroenLinks in Historisch and Politicologische Perspectief 1999, Leiden: DSWO-press; p.34
2. ↑  Koole, R. (1995) Politieke Partijen in Nederland. Ontstaan en ontwikkelingen van partijen en partijstelsel, p.251
3. ↑  WBS PSP (1982) Ontwapenend. De Geschiedenis van 25 jaar PSP p.175